# 力渾迷失
力浑迷失，元朝将领，畏兀儿人，塔塔統阿的次子。
力浑迷失有大力气。曾经在野外狩猎，与大家走失，遇盗贼三人，想要脱他的衣服。力浑迷失徒手搏斗，把他们都打倒，擒获而归。窝阔台召见，选力士与他搏击，没有打过他的，窝阔台认为他勇猛。赐给他金，命其备宿卫。